# Rohrmoossattel
Der Rohrmoossattel ist eine auf 1120 m ü. NHN gelegene Passhöhe in den Allgäuer Alpen und Teil der Europäischen Hauptwasserscheide zwischen Rhein und Donau.

## Lage und Umgebung
Die Passhöhe liegt zwischen den Unteren Gottesackerwänden (1857 m) im Süden und dem Piesenkopf (1630 m). Der Rohrmoossattel liegt auf deutschem Staatsgebiet im bayerischen Landkreis Oberallgäu. Allerdings verläuft die Grenze zum österreichischen Bundesland Vorarlberg nahe an der Passhöhe: Die Entfernung beträgt nach Süden ungefähr drei Kilometer und im Westen ungefähr vier Kilometer. Namensgebend ist der nahe gelegene Weiler Rohrmoos, ein Ortsteil von Oberstdorf.
Der Rohrmoossattel ist zudem der Übergang zwischen den Nordwestlichen Walsertaler Bergen im Süden und den Allgäuer Voralpen westlich der Iller im Norden.

## Wasserscheide
Der Rohrmoossattel ist Teil der Europäischen Hauptwasserscheide zwischen Rhein und Donau. Auf westlicher Seite der Passhöhe fließt der Achbach über den Schönbach in die Rubach, welche über die Subersach, die Bregenzer Ach und den Bodensee in den Rhein entwässert. Auf östlicher Seite fließt die Starzlach, die über die Breitach und die Iller in die Donau fließt.

## Erschließung
Über den Rohrmoossattel verläuft in Ost-West-Richtung eine durchgehend asphaltierte Straße. Sie verbindet den Oberstdorfer Ortsteil Tiefenbach mit der österreichischen Ortschaft Sibratsgfäll im Bregenzerwald. Die Straße ist jedoch im Osten nur bis zum Abzweig nach Rohrmoos (2,4 Kilometer östlich der Passhöhe) und im Westen nur bis zum deutschen Weiler Hirschgund (4,9 Kilometer westlich der Passhöhe) für den öffentlichen Verkehr freigegeben. Darüber hinaus ist der östliche Teil der Straße mautpflichtig. Die eigentliche Scheitelstrecke ist hingegen für jeglichen motorisierten Individualverkehr ausnahmslos gesperrt – auf beiden Seiten verhindern Schlagbäume die Durchfahrt für Unbefugte. Im Norden der Mautstraße verläuft die öffentliche Straße über den Riedbergpass (1407 m).